# Щербаков, Андрей Александрович
Андрей Александрович Щербаков (род. 7 октября 1965, Саратов) — российский скульптор, график, заслуженный художник России. Академик Российской академии художеств (2021).

Щербаков А.А. в мастерской

## Биография
Андрей Александрович Щербаков родился в 1965 году в Саратове. Начал заниматься скульптурой с ранних лет, всячески тянулся за братом, Сергеем, ныне также скульптором. С 11 лет занимался в детской художественной школе.
Выпускник Саратовского художественного училища (1984), а также Ленинградского высшего художественно-промышленного училища им. Мухиной (1992).
С 2003 по 2006 годы проходил стажировку в творческой мастерской Российской академии художеств под руководством действительного члена РАХ, народного художника РФ А. В. Учаева.
Андрей Щербаков живёт и работает в Саратове, принимает участие в организации и проведении выставок. 
Автор проектов:
- памятник «Новомученикам и Исповедникам Российским за веру Христову», автор проекта,[3] Вольск, 2011,[4] надпись у подножия памятника: «В память всех невинно убиенных и пострадавших за веру Христову»;

- памятник Политруку Клочкову В.Г. и погибшим на полях сражений Великой Отечественной войны, село Синодское Воскресенского района Саратовской области, 2010.

## Основные работы
| Изображение | Описание |
| ----------- | --- |
|             | Памятник «Первому ректору СГУ В. И. Разумовскому», улица Большая Казачья 112, Саратов, торжественное открытие 10 июня 2009; |
|             | Памятник политруку Василию Георгиевичу Клочкову, село Синодское (Саратовская область), открытие 30 апреля 2010; |
|             | Барельеф Олег Янковский, на здании № 16 улица Большая Казачья, Саратов, открыт 12 сентября 2011 г.; |
|             | Защитившим от атома. Памятник участникам ликвидации радиационных аварий, катастроф и испытаний ядерного оружия. Парк Победы, Саратов. Торжественное открытие 27 декабря 2011г.                                                  |
|             | Памятник О. П. Табакову и коту Матроскину, Театральная площадь, Саратов, торжественное открытие 29 августа 2015; |
|             | Памятник О. И. Янковскому в сквере перед Саратовским театром драмы им. И. А. Слонова, Саратов, торжественное открытие 28 мая 2016;                                                                                              |
|             | Памятник художнику Кузьме Сергеевичу Петрову-Водкину, улица Ленина 89, Хвалынск, Саратовская область, торжественное открытие 27 августа 2016;                                                                                   |
|             | Барельеф 100 лет почтамту, улица Московская 109, угол ул. Чапаева 80, Саратов, 2016; |
|             | Памятник Л. А. Руслановой, на пересечении улицы Ломоносова и проспекта Строителей, на площади перед бывшим ДК "Техстекло", а ныне Областной центр народного творчества имени Л. А. Руслановой, Саратов, открытие 3 апреля 2018; |
|             | Памятник создателю саратовского университета К. Л. Мюфке, Саратовский государственный университет, ул. Большая Казачья 112, Саратов, торжественное открытие 10 июня 2019;                                                       |
|             | Памятник Кобзарю Фёдору Егоровичу, площадь Свободы, Энгельс, Саратовская область. Торжественное открытие 20.08.2018.; |
|             | Памятник Мыльникову Андрею Андреевичу, площадь Ленина, Энгельс, Саратовская область. Торжественное открытие 21.08.2018.; |
|             | Памятник Расковой Марине Михайловне, парк в Лётном городке-1, Энгельс, Саратовская область. Торжественное открытие 28.01.2020.;                                                                                                 |

Совместно с заслуженным художником РФ Щербаковым С. А. созданы:
| Изображение | Описание |
| ----------- | --- |
|             | Молчащий колокол — Памятник павшим на полях сражений. Надпись на монументе: «Застыли слёзы тех, кто плачет на Руси. Умолк и колокол.» Скульпторы — братья Андрей и Сергей Щербаковы. Парк Победы, Саратов. Торжественное открытие 9 мая 2000г. |
|             | Скульптура «Сердце губернии», ул. Московская 72, Саратов, открытие 23 августа 2000; |
|             | Памятник «Студент», ССЭИ, ул. Радищева 89, Саратов, открытие 14 сентября 2001; Памятник студенту перенесут с территории бывшего "Эконома" к "Политеху" летом 2025                                                                              |
|             | Памятник малолетним узникам фашизма. Надпись на пьедестале: «Люди мира, на минуту встаньте». Парк Победы, Саратов. Торжественное открытие 22 июня 2003г.                                                                                       |
|             | Памятник Братья Никитины — основатели русского национального цирка, Площадь Кирова, Саратов. Торжественное открытие: 25 декабря 2020. |
|             | Памятник Пётр Великий, установлен на площади Петра I, Саратов. Торжественное открытие: 22 апреля 2022. |
|             | Памятник Шнитке Альфреду Гарриевичу — площадь Ленина, Энгельс, Саратовская область. Торжественное открытие: 22 августа 2018. |
|             | Мария Лиманская — регулировщица Победы. Скульпторы — братья Андрей и Сергей Щербаковы. Парк Победы, Саратов. Торжественное открытие 8 мая 2025 г.                                                                                              |

## Конкурсы и награды
- 1999 — Межрегиональный конкурс-выставка «Золотая палитра» номинация /скульптура/ 1 место, номинация /графика/ лауреат конкурса Саратов.
- 2000 — Международный конкурс-выставка «Золотая палитра» номинант конкурса Саратов.
- 2003 — Региональный конкурс на проект памятника «Жертвам локальных войн» 1 место Энгельс.
- 2003 — Международный конкурс-выставка «НЮ» галерея «Эстетика» 1 место в номинации /Лучшая скульптура/ Саратов.
- 2003 — Благодарность губернатора Саратовской области за создание памятников «Молчащий колокол», «Сердце губернии», «Студенту», «Узникам концлагерей» совместно с заслуженным художником России Щербаковым С. А.
- 2003 — Награждён дипломом Российской Академии Художеств за серию скульптур «Хищницы».
- 2006 — Получение свидетельства об окончании творческой мастерской РАХ под руководством действительного члена РАХ Учаева А. В. от РАХ.
- 2007 — Межрегиональный конкурс «Золотая палитра» номинация /скульптура/ 1 место за скульптуру «Дом для женщины».
- 2008 — Региональный конкурс на лучшее произведение выставки «Большая Волга Х» в номинации «Скульптура» 1 место за скульптуру «Дом для женщины».
- 2011 — Медаль 2 степени «Спас Нерукотворный» Саратовской и Вольской Епархии Русской Православной Церкви.
- 2011 — Медаль «За заслуги» 2 степени «Союза „Чернобыль“ России».
- 2013 — Серебряная медаль Союза художников России «Духовность, традиции, мастерство».
- 2014 — Золотая медаль Российской академии Художеств.
- 2016 — Золотая медаль Союза художников России «Духовность, традиции, мастерство».
- 2016 — Медаль Российской Академии Художеств «ШУВАЛОВ».

## Персональные выставки
- 1994 — СГХ музей им. А. Н. Радищева.
- 1996 — «Накануне пространства» совместно с Щербаковым С. А. музей ИЗО Волгограда.
- 1997 — Выставочный центр «Ванька-встанька» Саратов.
- 1997 — «Учебный рисунок» ДХШ Саратов.
- 1998 — Выставочный зал Волжский совместно с Щербаковым С. А.
- 2002 — СГХ музей им. А. Н. Радищева совместно с заслуженным художником России Хахановой Т. М. Саратов.
- 2002 — «Экспресс-Волга» АКБ Саратов.
- 2005 — «Вышитый проект» совместно с заслуженным художником России Щербаковым С. А. ЦДХ Москва.
- 2005 — «Кабинетный проект» совместно с заслуженным художником России Щербаковым С. А. «ИнфоПространство» Москва.
- 2005 — «Переступая грани» совместно с заслуженным художником России Щербаковым С. А. галерея «ВАВИЛОН» Самара.
- 2006 — Выставка в Дипломатической Академии совместно с Щербаковым С. А. Москва.[27]
- 2022 — Выставка «TERRA BRONZA» с 4 по 24 октября 2022, Саратовское художественное училище им. Боголюбова А.П.[28]